# Stride piano
L'stride piano és un estil pianístic de jazz, que es va desenvolupar en els anys 1920, i que també sol denominar-se "Harlem stride", "stride" o "estil Harlem", a causa que el seu lloc de gènesi i desenvolupament va ser el barri de Harlem (Nova York).

## Evolució
Procedeix d'una evolució del ragtime i de l'estil jig piano. Segons alguns autors, el seu nom deriva dels salts (strides) que donava la mà esquerra en tocar, que alternava notes potents en els temps febles, amb acords en els temps forts.
Aquest tipus de ritme va passar de moda en els anys quaranta, a conseqüència de l'abús que es va produir en el revival dixieland, encara que pianistes tan allunyats del jazz tradicional com Thelonious Monk (1917-1982) van utilitzar formes clarament impostades com a variants personalitzades de l'estil.

## Pianistes
Els principals representants d'aquest estil pianístico van ser James P. Johnson (1891-1955), Art Tatum (1909-1956), Fats Waller (1904-1943) i Luckey Roberts (1887-1968), encara que altres pianistes com Duke Ellington (1899-1974) o Earl Hines (1903-1983) van utilitzar el tipus de figures de baix d'aquest estil com a forma de tensionar la interpretació dels temes.